# Pra Te Lembrar
"Pra Te Lembrar" é uma canção do compositor e interprete Nei Lisboa, interpretada pela cantora e compositora brasileira Luiza Possi. A canção foi gravada para a trilha sonora da telenovela Sete Vidas da Rede Globo, e lançada como single no dia 5 de março de 2015. A canção foi inclusa no relançamento do álbum Sobre Amor e o Tempo.

## Composição
A canção é composta pelo cantor e compositor Nei Lisboa, famosa também na voz de Caetano Veloso.

## Videoclipe
No dia 26 de março de 2015 a canção ganhou um Vídeo Lyric oficial, lançado no canal da gravadora Radar Records.

## Lista de faixas
| Download digital |                  |                |         |  |
| N.º              | Título           | Compositor(es) | Duração |  |
| 1.               | "Pra Te Lembrar" | Nei Lisboa     | 3:38    |  |

## Histórico de lançamento
| Região | Data                | Formato(s)       |
| ------ | ------------------- | ---------------- |
| Brasil | 5 de março de 2015  | Airplay          |
| Brasil | 23 de março de 2015 | Download digital |